# 혼도 지카히사

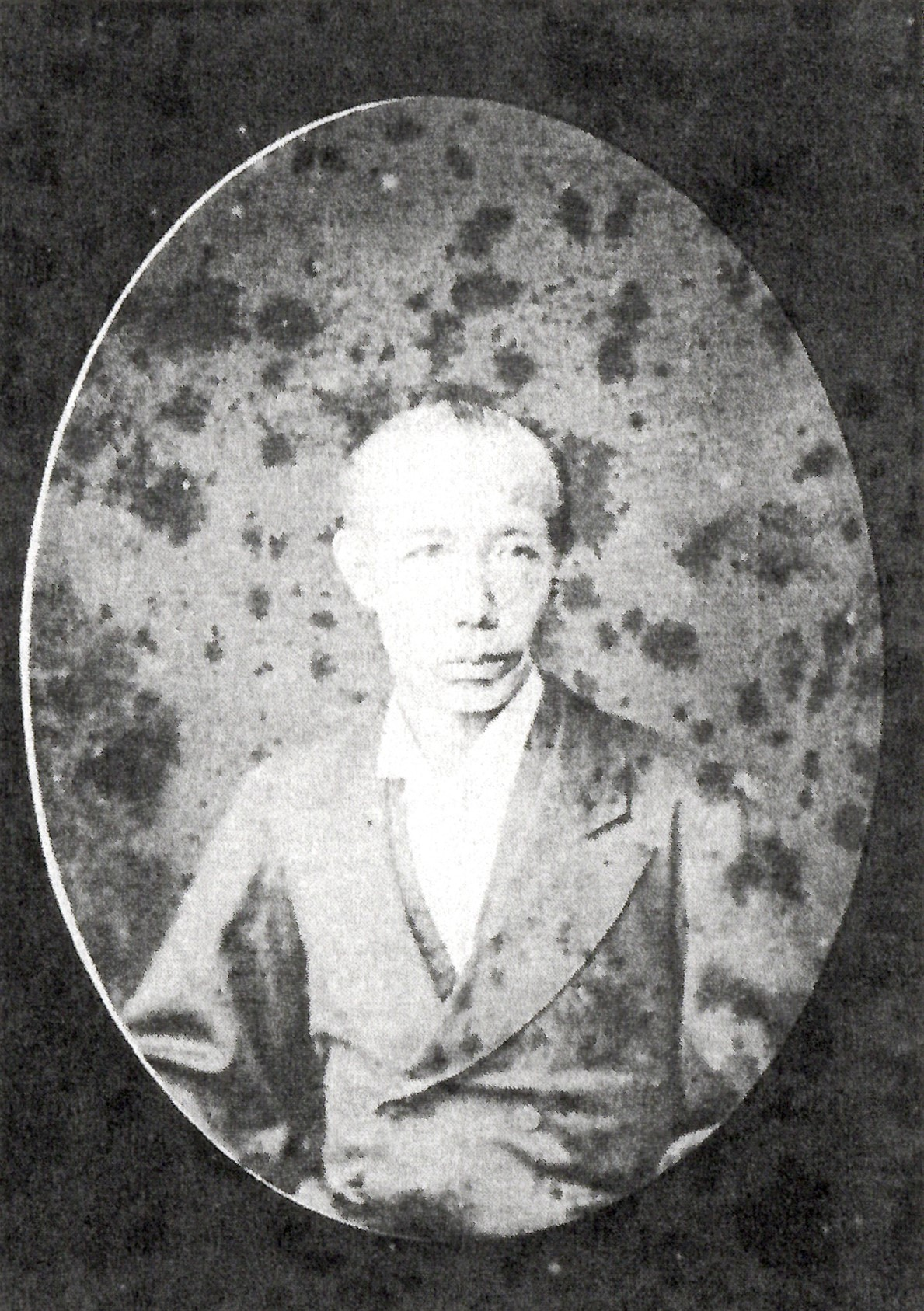
혼도 지카히사

혼도 지카히사(本堂親久)는 막말의 하타모토(히타치 시즈쿠 영주), 다이묘(히타치 시즈쿠 번주)이며 메이지 시대의 화족이다. 작위는 남작.
| 전임 혼도 지카미치 | 제10대 시즈쿠 영주 1852년 ~ 1868년 | 후임 시즈쿠 령에서 시즈쿠 번으로 승격 |

|  | 시즈쿠번주 1868년 ~ 1871년 | 후임 폐번치현 |